# Sõrve (schiereiland)
Sõrve (Duits Sworbe) is een schiereiland aan de zuidwestkant van het Estische eiland Saaremaa.

## Beschrijving
Het schiereiland Sõrve vormt het langgerekte, smalle zuideinde van het eiland Saaremaa. Het is 32 km lang en 10 km breed. Het schiereiland werd onder de naam Sworve voor het eerst vermeld in een document uit 1234. Sõrve omvat het grootste deel van de voormalige landgemeente Salme (het noordelijk deel) en de gehele voormalige landgemeente Torgu (het zuidelijk deel). Beide gemeenten zijn in oktober 2017 opgegaan in de fusiegemeente Saaremaa, die het hele eiland omvat. Ongeveer 1100 Esten leven permanent op het schiereiland. Het landschap is aantrekkelijk voor natuurliefhebbers, rondreizende toeristen en badgasten. Langs de stranden worden sporten als windsurfen en parapenten bedreven. Op het schiereiland liggen enkele natuurgebieden, zoals het Kaugatoma-Lõo maastikukaitseala, het Ohessaare maastikukaitseala en het Viieristi looduskaitseala.
Tussen de zuidpunt van het schiereiland (Estisch: Sõrve säär) en het Letse vasteland, de gemeente Dundagas novads, ligt de Irbenstraat, de belangrijkste scheepvaartroute van de Golf van Riga naar de Oostzee.

## Krijgsgeschiedenis
Tijdens de Tweede Wereldoorlog was het schiereiland Sõrve het toneel van verbitterde gevechten tussen de Duitse Wehrmacht en het Rode Leger. In 1940, na de Sovjetbezetting van Estland, bouwde het Rode Leger vele vestingwerken en bunkers, die in 1941 tijdens de Duitse opmars voor een groot deel weer werden vernield. De resten liggen her en der over het schiereiland verspreid. Tussen Lõu en Kaimri is bijvoorbeeld de loop van een tankversperring nog goed te volgen. Zowel in 1941 tijdens de Duitse opmars in Estland als in 1944 tijdens de terugtocht van de Wehrmacht vonden in een reeks gevechten duizenden soldaten op Sõrve de dood.
Vooral de slag bij Tehumardi (aan de rand van het schiereiland, ten noorden van Salme) staat te boek als een van de bloedigste in de geschiedenis van het Balticum. In de nacht van 8 op 9 oktober 1944 kwamen ongeveer 750 Wehrmacht- en Sovjetsoldaten om het leven, velen in man-tot-mangevechten in het donker. Aan beide zijden vochten ook Esten mee. De doden aan Duitse kant liggen op een soldatenkerkhof in Kudjape, voor de doden aan Sovjetzijde is in 1967 in de duinen bij Tehumardi een erebegraafplaats opgezet.
Tot in de jaren negentig van de 20e eeuw diende Sõrve als lanceerbasis voor raketten van de Sovjet-luchtverdediging. In een voormalig kantoor van de grensbewaking in Sääre is een militair museum ingericht.

## Vuurtorens
Op de zuidpunt van het schiereiland ligt bij het dorp Sääre een in 1960 in gewapend beton gebouwde vuurtoren, die algemeen de vuurtoren van Sõrve (Estisch: Sõrve tuletorn) wordt genoemd. De toren is 52 meter hoog.
Al in 1646 liet de gouverneur-generaal van Zweeds Lijfland, Gabriel Bengtsson Oxenstierna (1586–1656), op dit punt een permanent vuur onderhouden als baken voor de scheepvaart. In 1770 werd op dezelfde plaats een stenen vuurtoren en in 1945 een houten vuurtoren gebouwd, de voorloper van de huidige toren.
Dit is echter niet de enige vuurtoren van het schiereiland. Ook in Anseküla, Kaavi en Türju staan werkende vuurtorens (die laatste wordt Loode tuletorn genoemd).

## Plaatsen
Op het schiereiland liggen de volgende plaatsen, die allemaal tot de gemeente Saaremaa behoren:
- Anseküla, Easte, Hänga, Iide, Imara, Jämaja, Kaavi, Kaimri, Kargi, Karuste, Kaugatoma, Kaunispe, Laadla, Läätsa, Läbara, Lindmetsa, Lõu, Lõupõllu, Lülle, Maantee, Mäebe, Mässa, Mõntu, Ohessaare, Rahuste, Sääre, Salme, Soodevahe, Sõrve-Hindu, Tammuna, Torgu-Mõisaküla, Türju, Üüdibe, Väike-Ula en Vintri.

## Foto’s

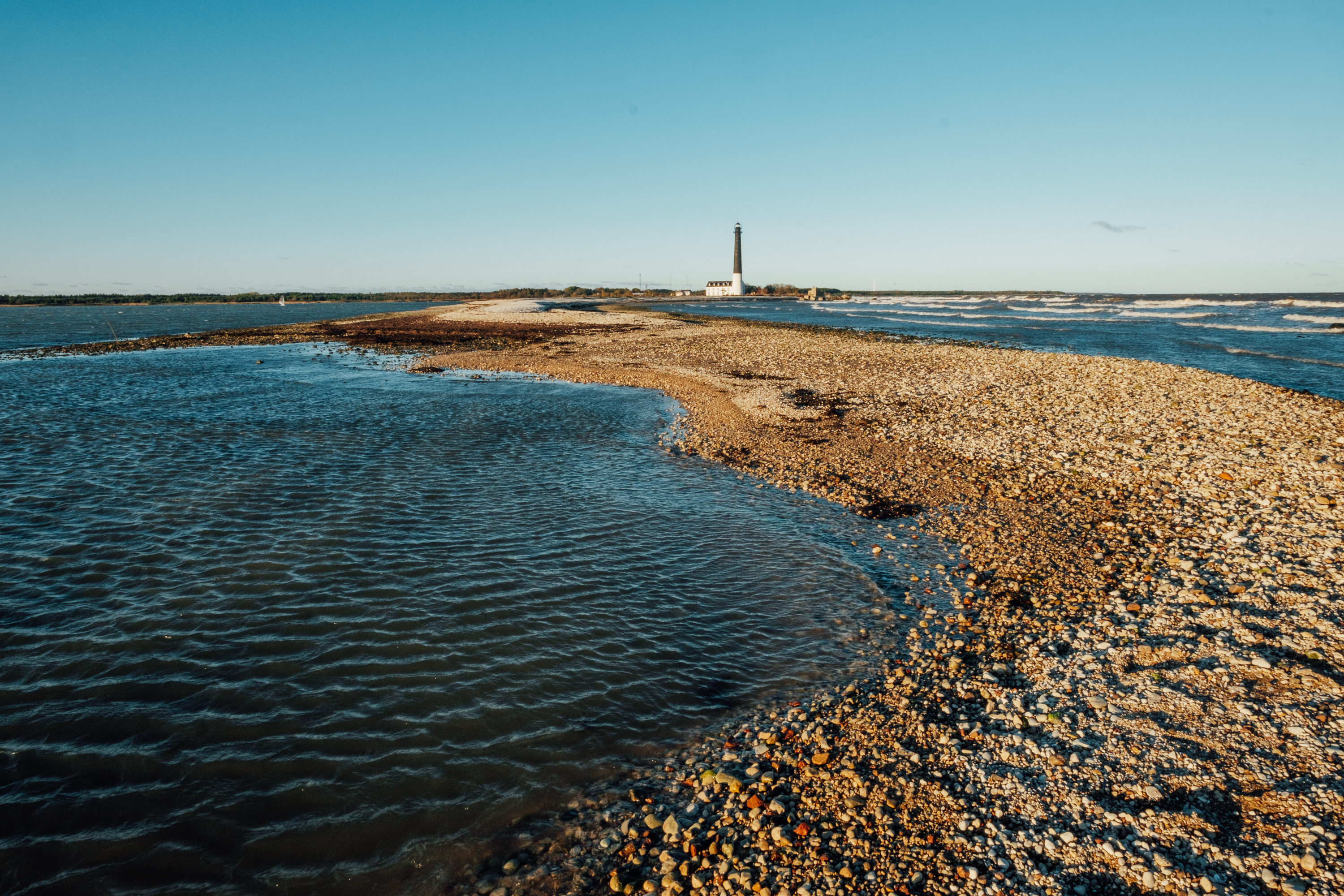
De zuidpunt van Sõrve met de vuurtoren
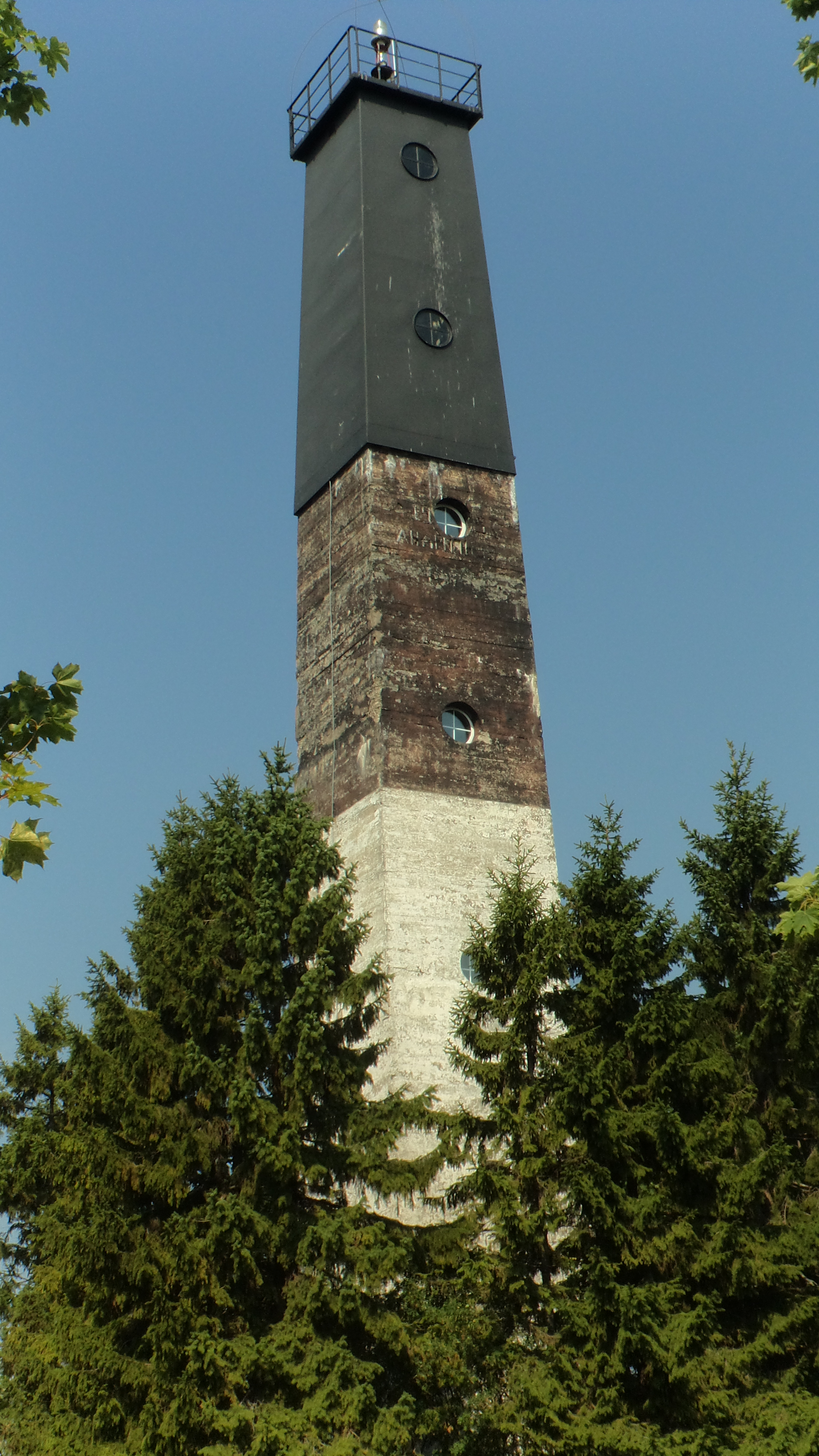
De vuurtoren van Anseküla
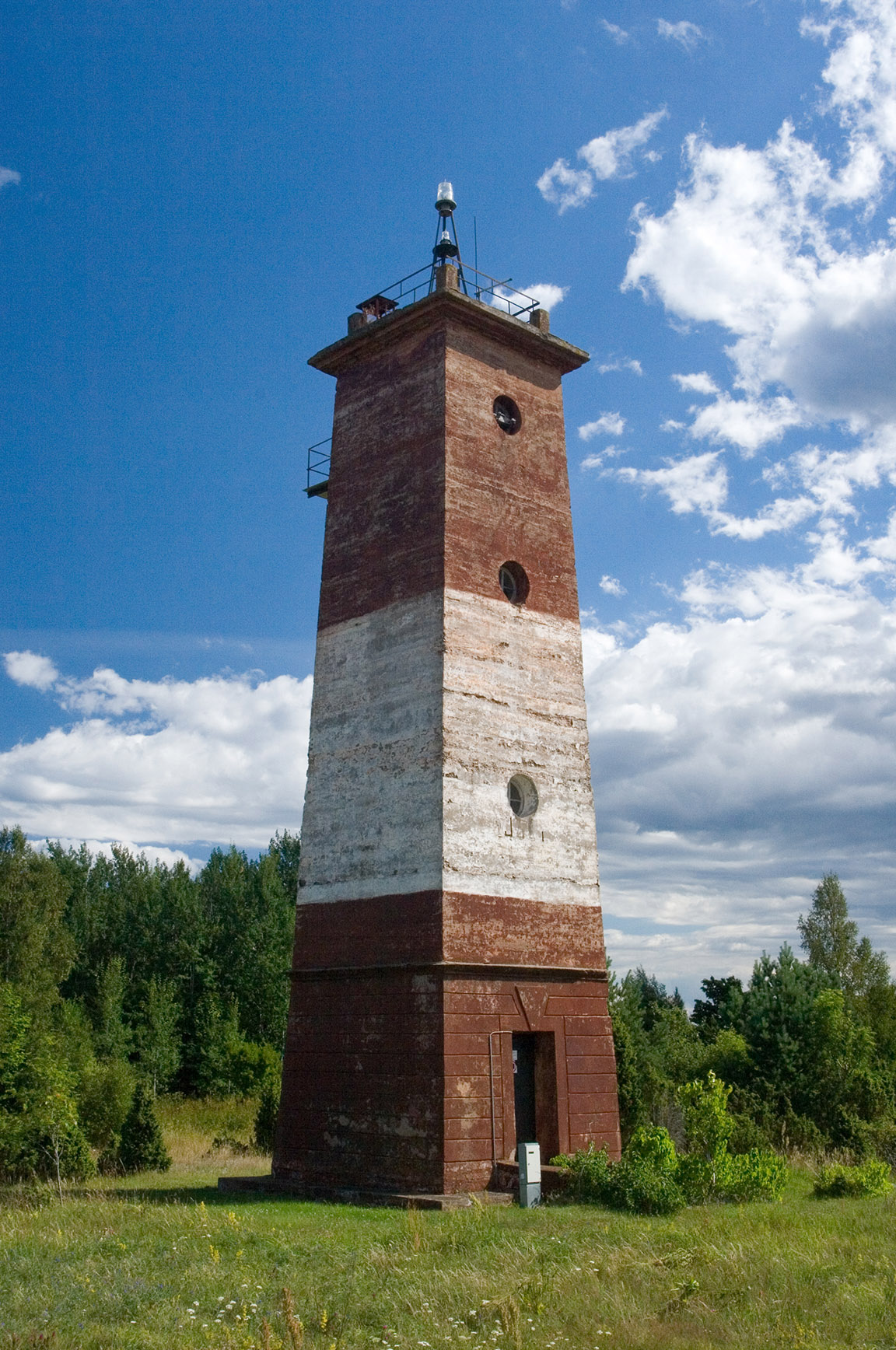
De vuurtoren van Kaavi
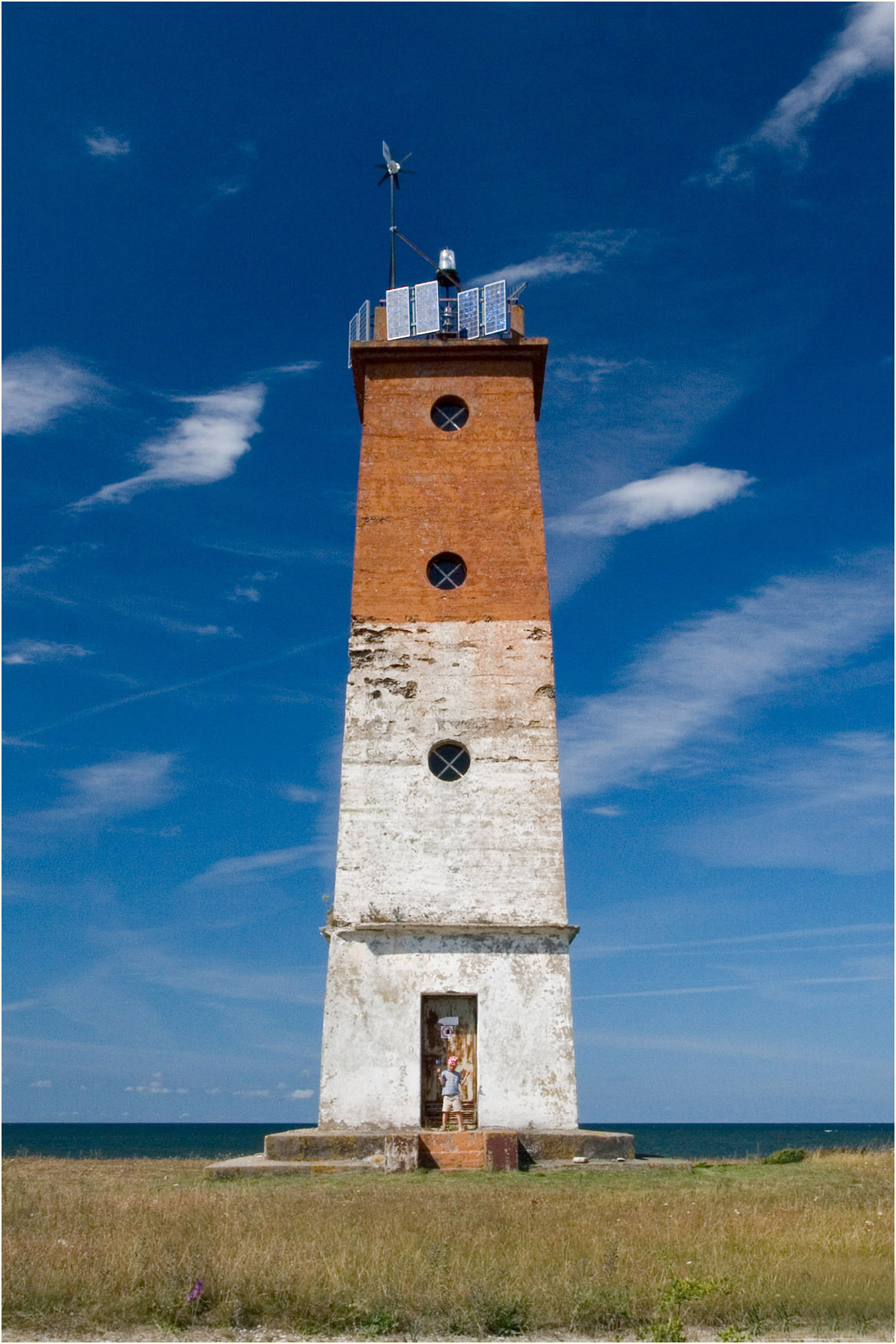
Loode tuletorn, de vuurtoren van Türju
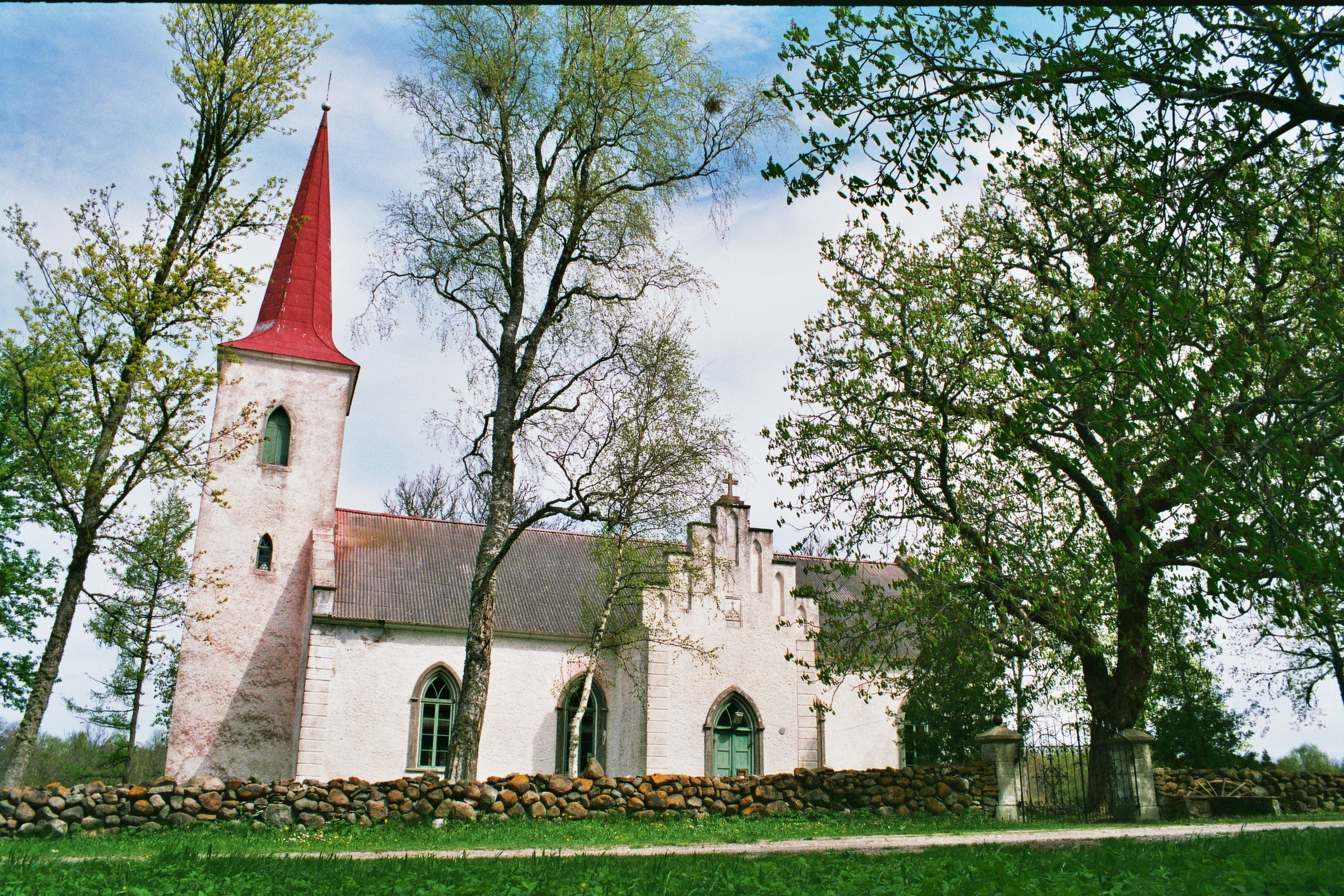
De kerk van Jämaja
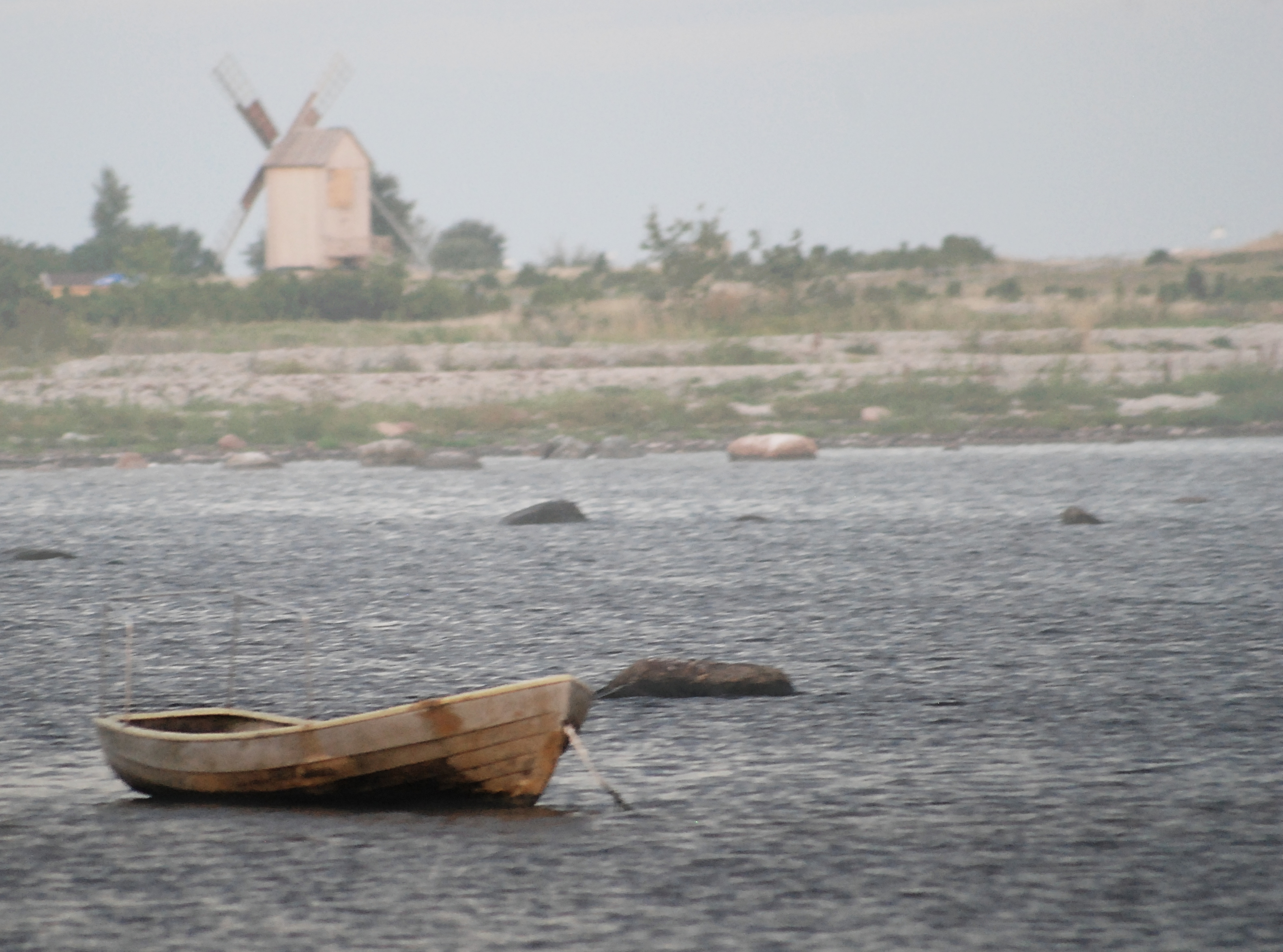
De kust bij Ohessaare
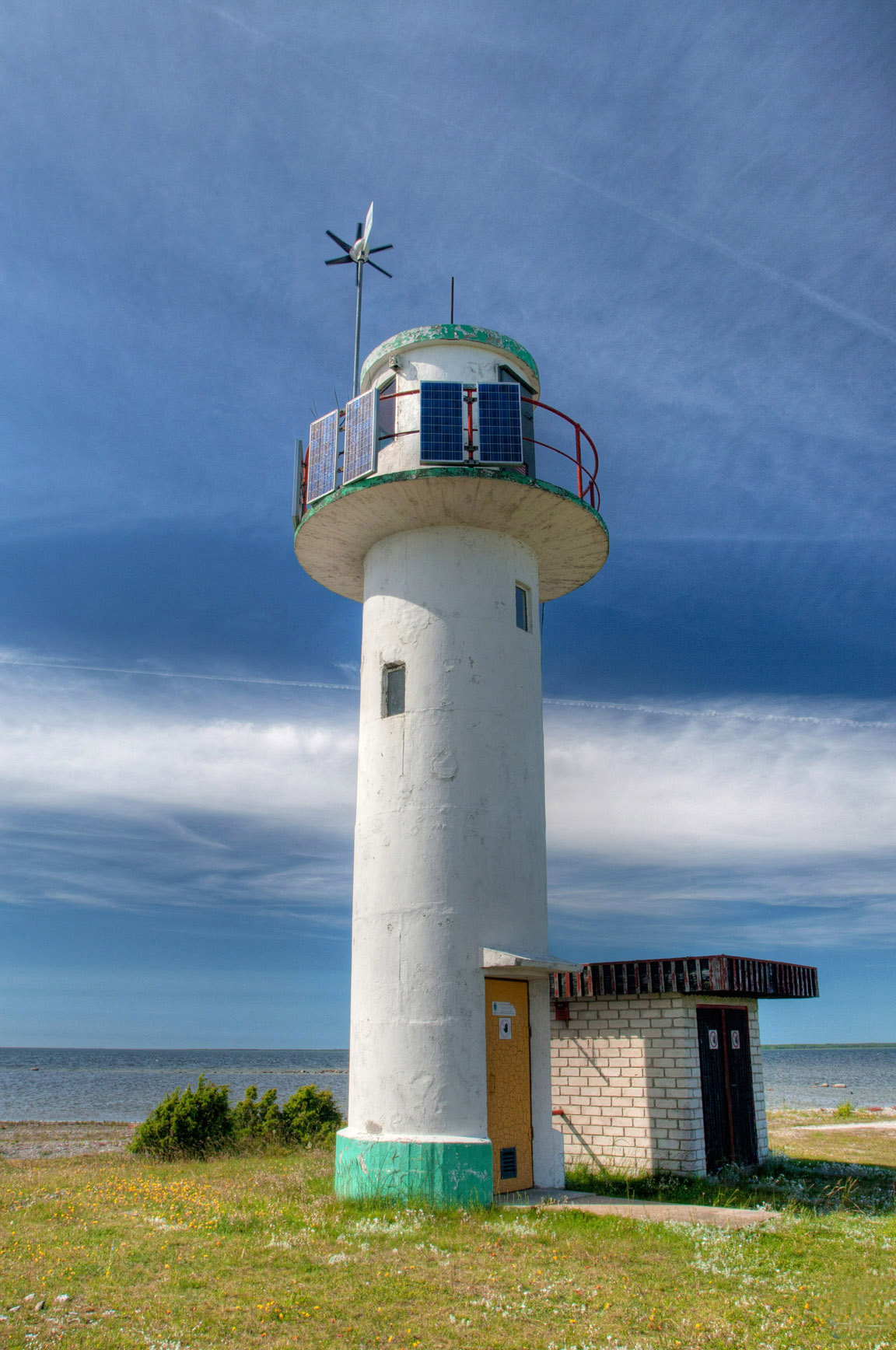
Lichtbaken bij Lõu
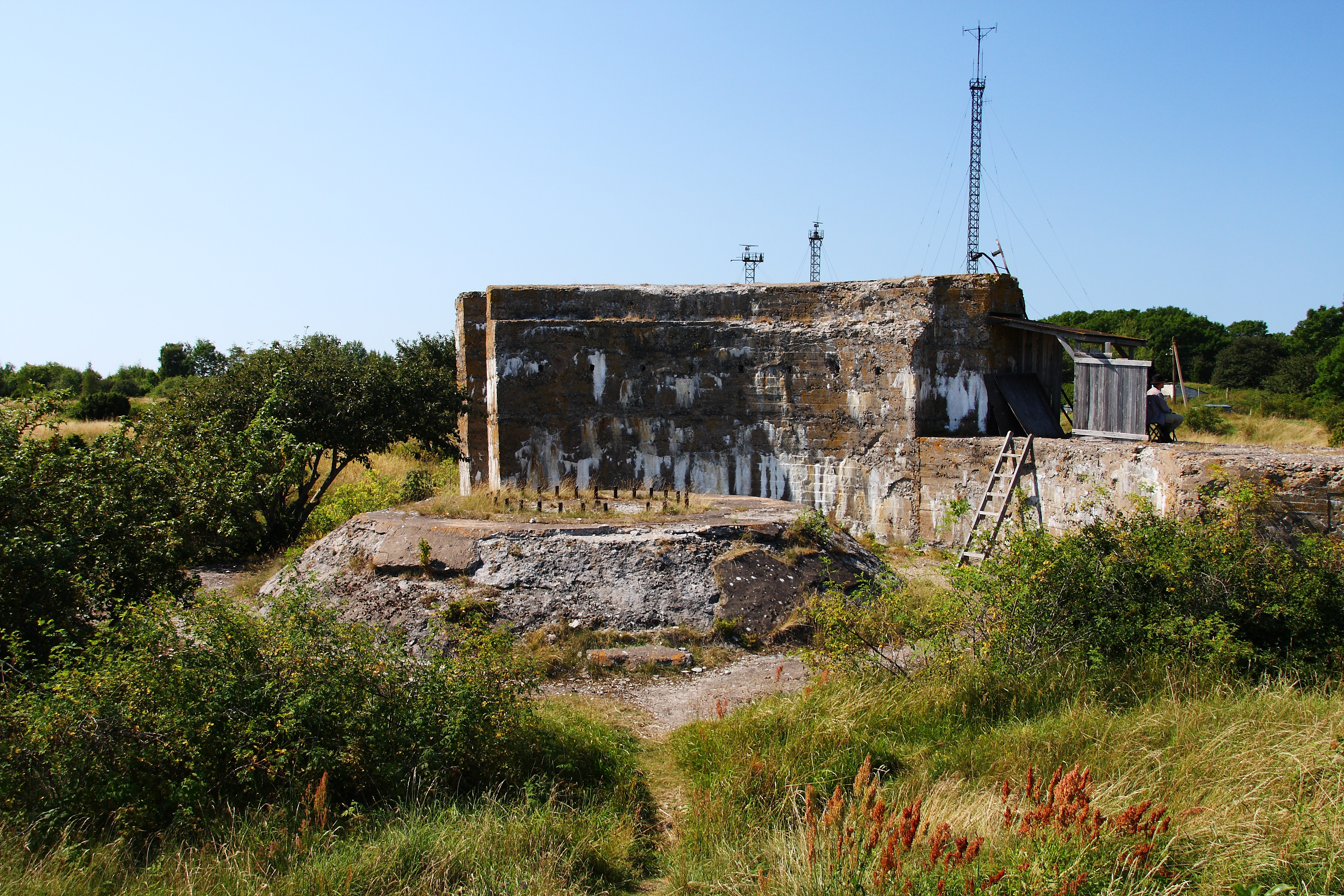
Restant van vestingwerken uit de Eerste Wereldoorlog bij Sääre
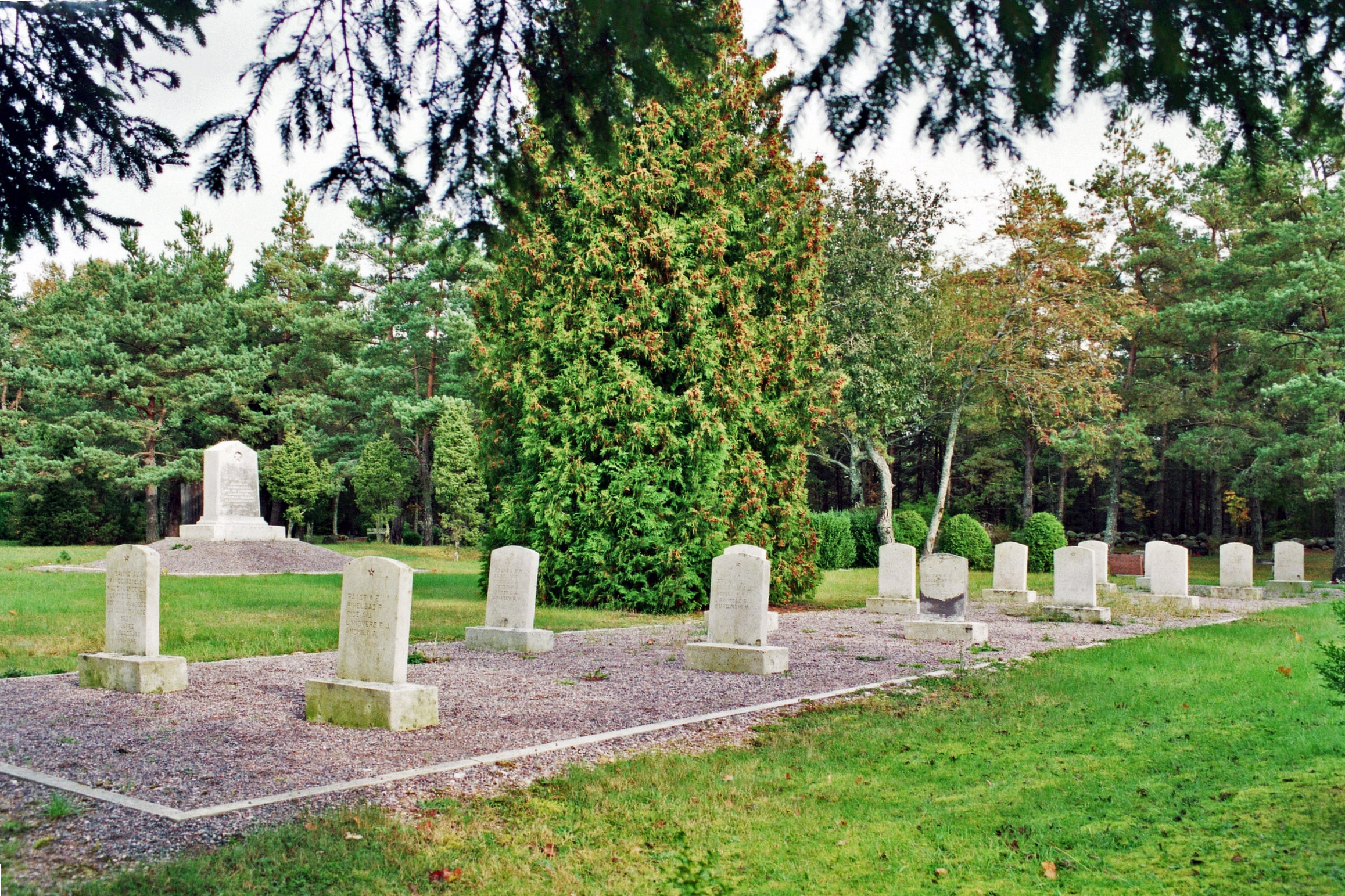
Graven van gesneuvelde Sovjetsoldaten op het kerkhof Massinõmme in Üüdibe